# Guillermo Vázquez Consuegra

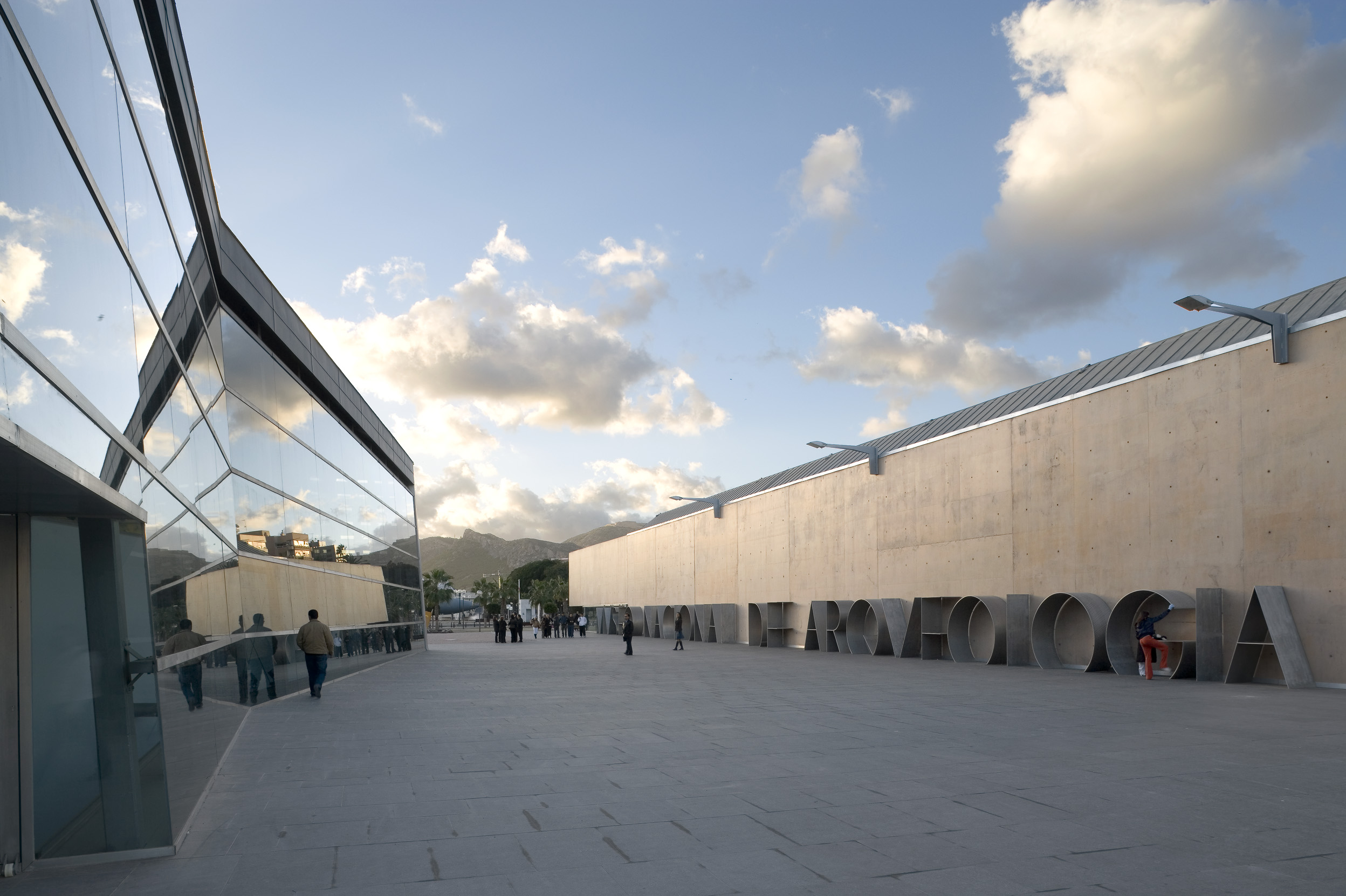
Museo Nacional de Arqueología Subacuática Cartagena.

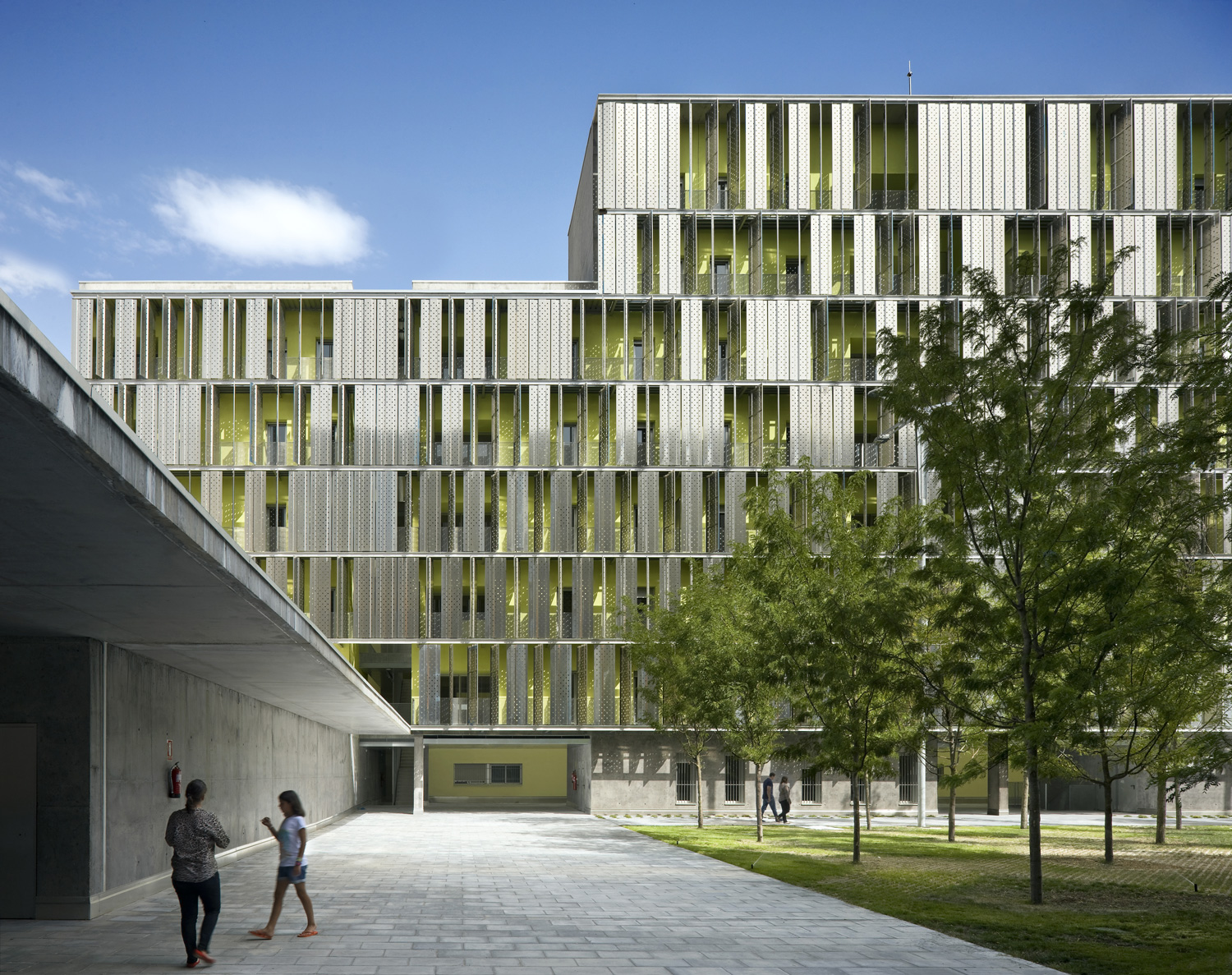
Viviendas Sociales en Vallecas.

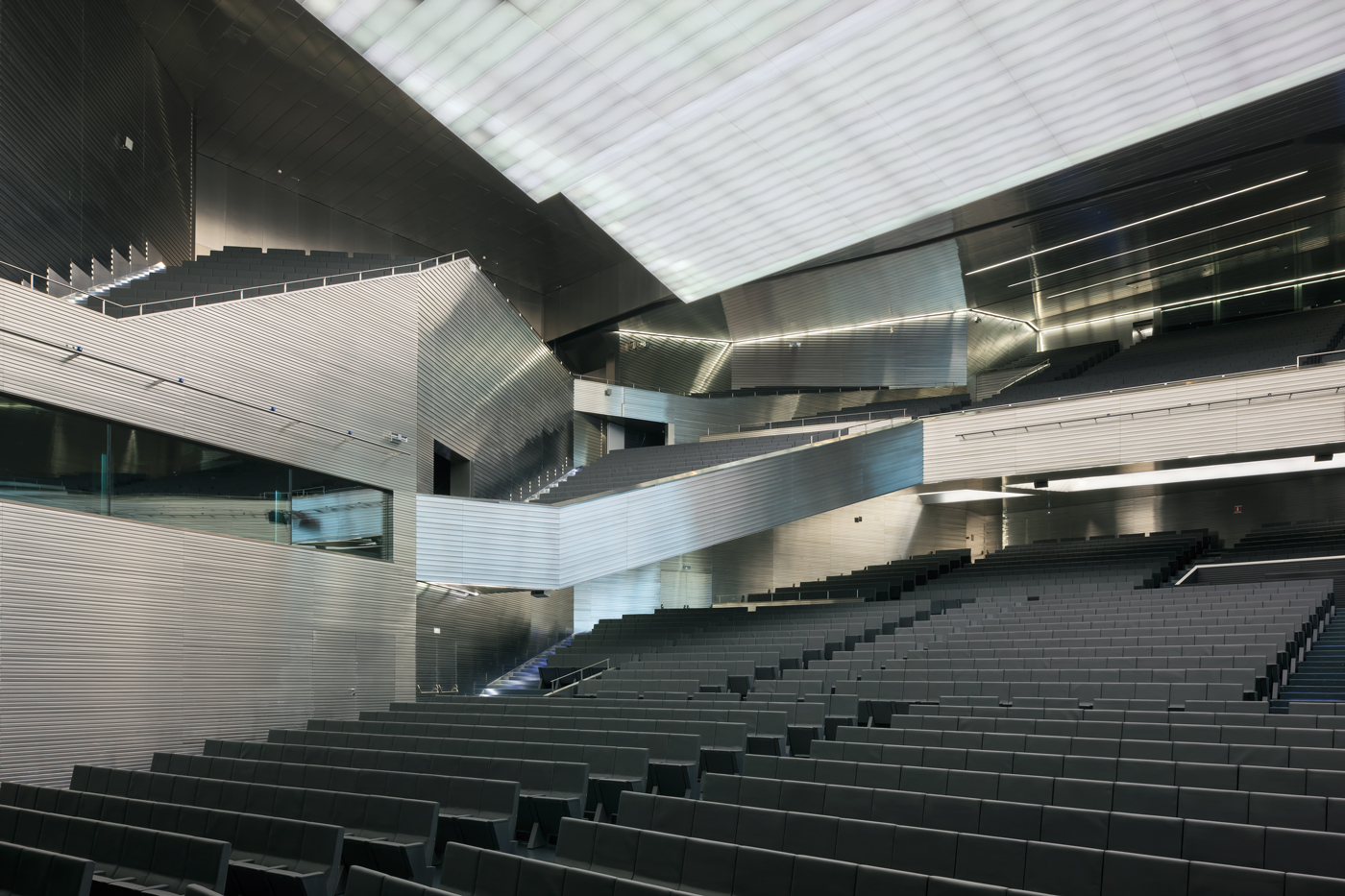
Palacio de Congresos de Sevilla.

Guillermo Vázquez Consuegra (Sevilla, 30 de septiembre de 1945), es un arquitecto español.

## Biografía
Arquitecto por la Escuela Técnica Superior de Arquitectura de Sevilla (ETSA) en 1972.
Profesor de Proyectos de esta Universidad hasta 1987, actualmente es Profesor Honorario y director del taller internacional de arquitectura Cátedra Blanca. Ha sido Visiting Professor en las Universidades de Buenos Aires, Lausanne, Navarra, Syracuse Nueva York, Bologna, Venecia, Mendrisio y Visiting Scholar de la Getty Center en Los Ángeles. Durante todos estos años ha compaginado su labor como profesor y el ámbito profesional.
Ha tomado parte en múltiples exposiciones destacando la Biennale di Venecia 1980 y 2004, la Triennale di Milano 1988, Centro Georges Pompidou París 1990, The Art Institute of Chicago 1992 y The Museum of Modern Art New York 2006. 
Entre sus principales realizaciones destacan los edificios de viviendas sociales en Sevilla, Rota y Madrid, el Pabellón de la Navegación Expo´92 Sevilla, la Ordenación del Borde Marítimo de Vigo, el Museo de la Ilustración en Valencia, el Museo del Mar en Génova, el Ayuntamiento de Tomares, el Museo Nacional de Arqueología Subacuática en Cartagena, la recuperación del Palacio de San Telmo, el Palacio de Congresos de Sevilla y el Centro Cultural Caixaforum Sevilla.
Prepara, entre otros, la rehabilitación del Museo Arqueológico de Sevilla, el Centro Cultural Atarazanas Sevilla y el Ministerio de Asuntos Exteriores de Luxemburgo.
Entre sus premios destacan el Premio Construmat 1993, el Premio ASCER 2006, el Premio Europeo de Arquitectura Ugo Rivolta 2008, el Premio de la Bienal Iberoamericana 2014 y los Premios Internacionales de Arquitectura The Chicago Athenaeum Museum 2015 y The Plan Award 2015. Su trayectoria profesional ha sido reconocida con el Premio Arpafil (Feria Internacional del libro de Guadalajara, Méjico) 2006, Premio Andalucía de Arquitectura 2007, Gran Premio de la Bienal Internacional de Buenos Aires 2011.[cita requerida] Es Miembro Honorario del American Institute of Architects, AIA 2014 y ha sido galardonado recientemente con la Medalla de Oro de la Arquitectura Española 2016.

## Obras más destacadas
- 1987 Edificio de Viviendas Sociales Ramón y Cajal, Sevilla.
- 1988 Torre de Telecomunicaciones (Torre Tavira II) y edificio de servicios telefónicos, Cádiz.[3]
- 1991 Pabellón de la Navegación para la Exposición Universal de Sevilla 1992.
- 2001 MUVIM, Museo Valenciano de la Ilustración y la Modernidad en Valencia.
- 2004 Ordenación del Frente Marítimo de Vigo (Paseo Marítimo, Estación de Ría, Plaza del Berbés , Plaza de Estrella, Jardines de Elduayen, Túnel de Beiramar y Fuente del Areal), Vigo.
- 2004 Rehabilitación de la Hacienda Santa Ana como sede del Ayuntamiento de Tomares, Sevilla.
- 2004 Viviendas Sociales en Rota, Cádiz.
- 2004 Galata, Museo del Mar y de la Navegación, Génova, Italia.
- 2007 Centro de Visitantes del Conjunto Arqueológico de Baelo Claudia, Ensenada de Bolonia, Tarifa, Cádiz.
- 2008 Museo Nacional de Arqueología Subacuática, Cartagena.
- 2010 Recuperación del Palacio de San Telmo para sede de la Presidencia de la Junta de Andalucía, Sevilla.
- 2012 Palacio de Congresos de Sevilla.
- 2012 Viviendas Sociales en Vallecas, Madrid.
- 2014 Mercado y Sala Cívica en Torrent, Valencia.
- 2017 Centro Cultural Caixaforum Sevilla.
- 2017 Ministerio de Asuntos Exteriores de Luxemburgo.

## Otras obras
- 1975 Jardín, Olivares, Sevilla.

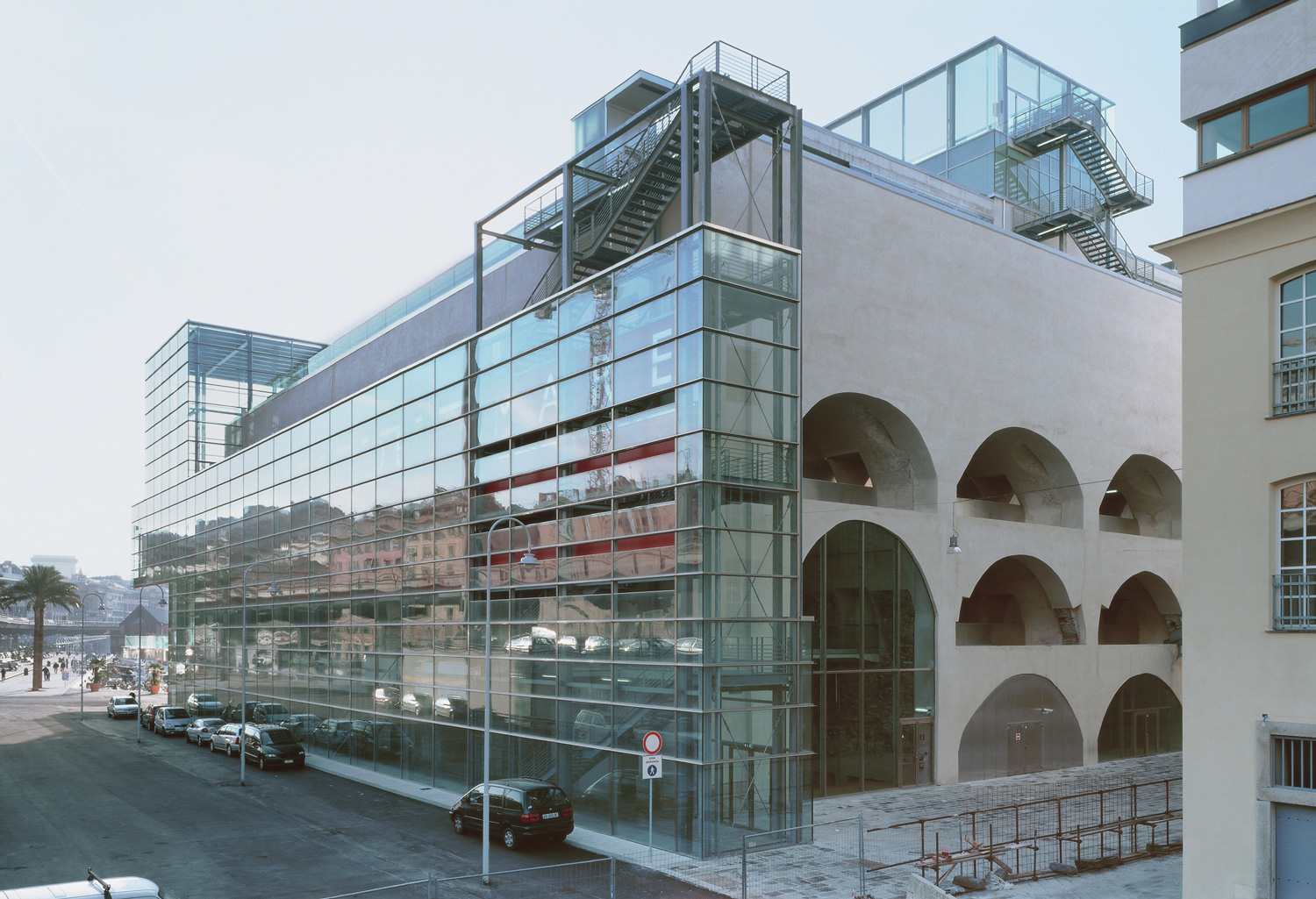
Museo del Mar de Génova.
Fotógrafo Duccio Malagamba

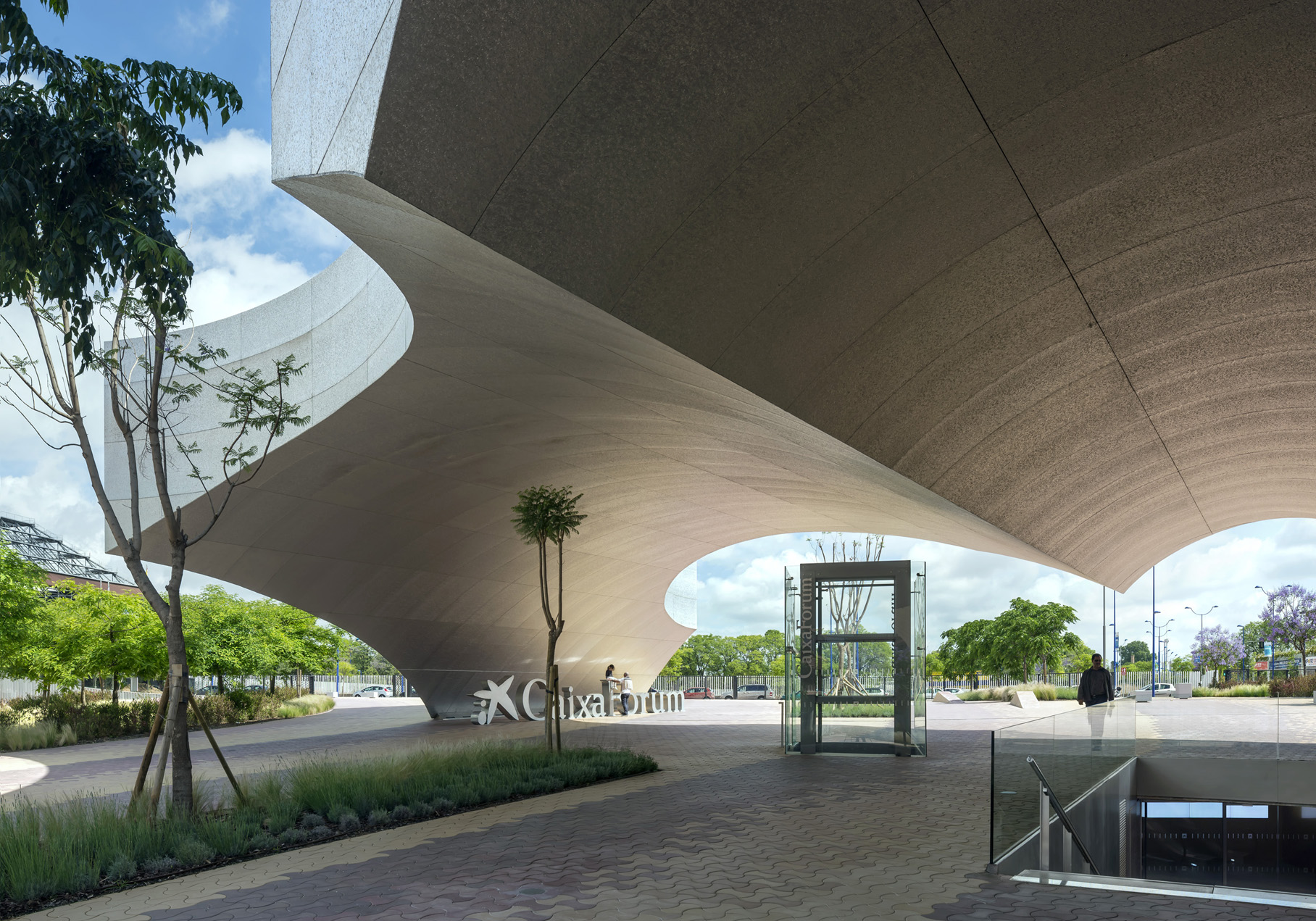
Caixaforum Sevilla. Fotógrafo Duccio Malagamba

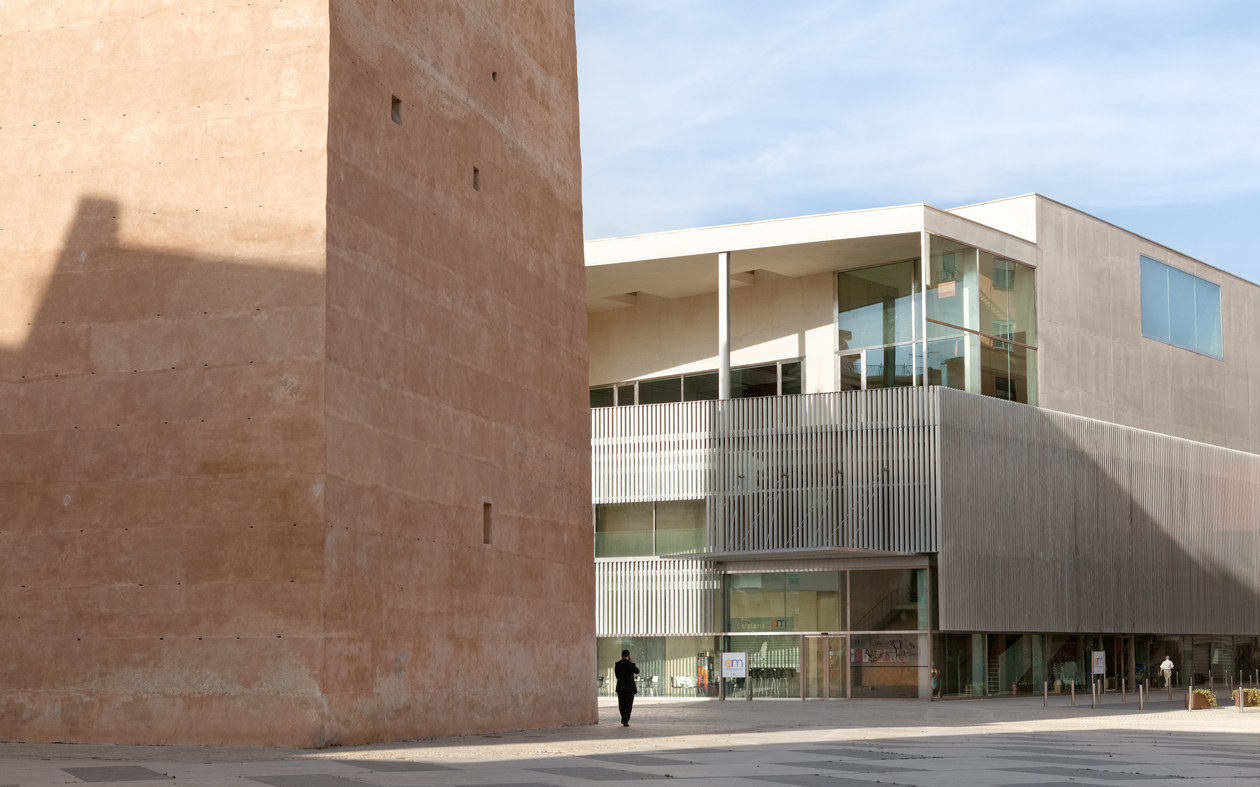
Mercado y Sala Cívica en Torrent.
Fotógrafo Mariela Apollonio

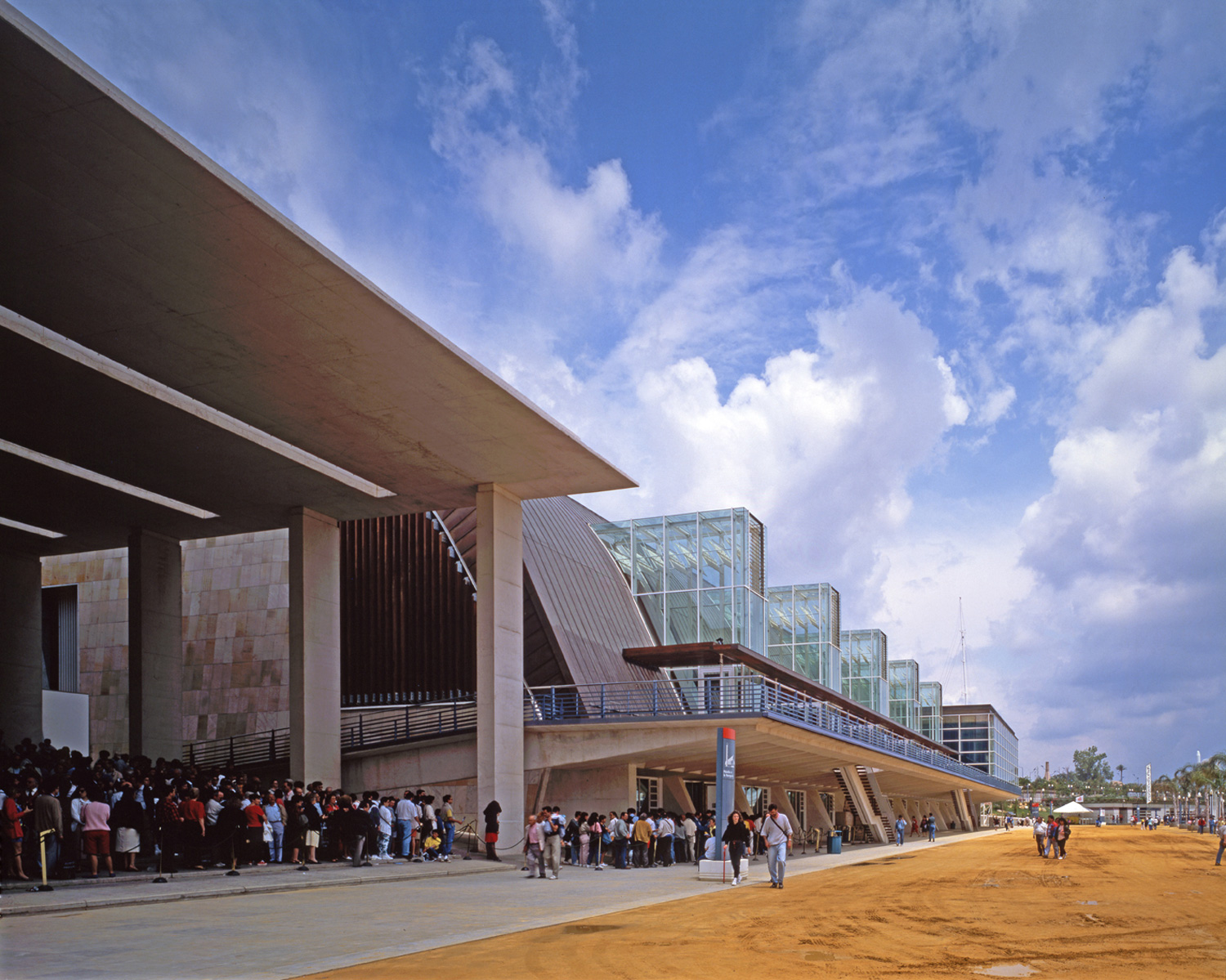
Pabellón de la Navegación. Fotógrafo Hisao Suzuki

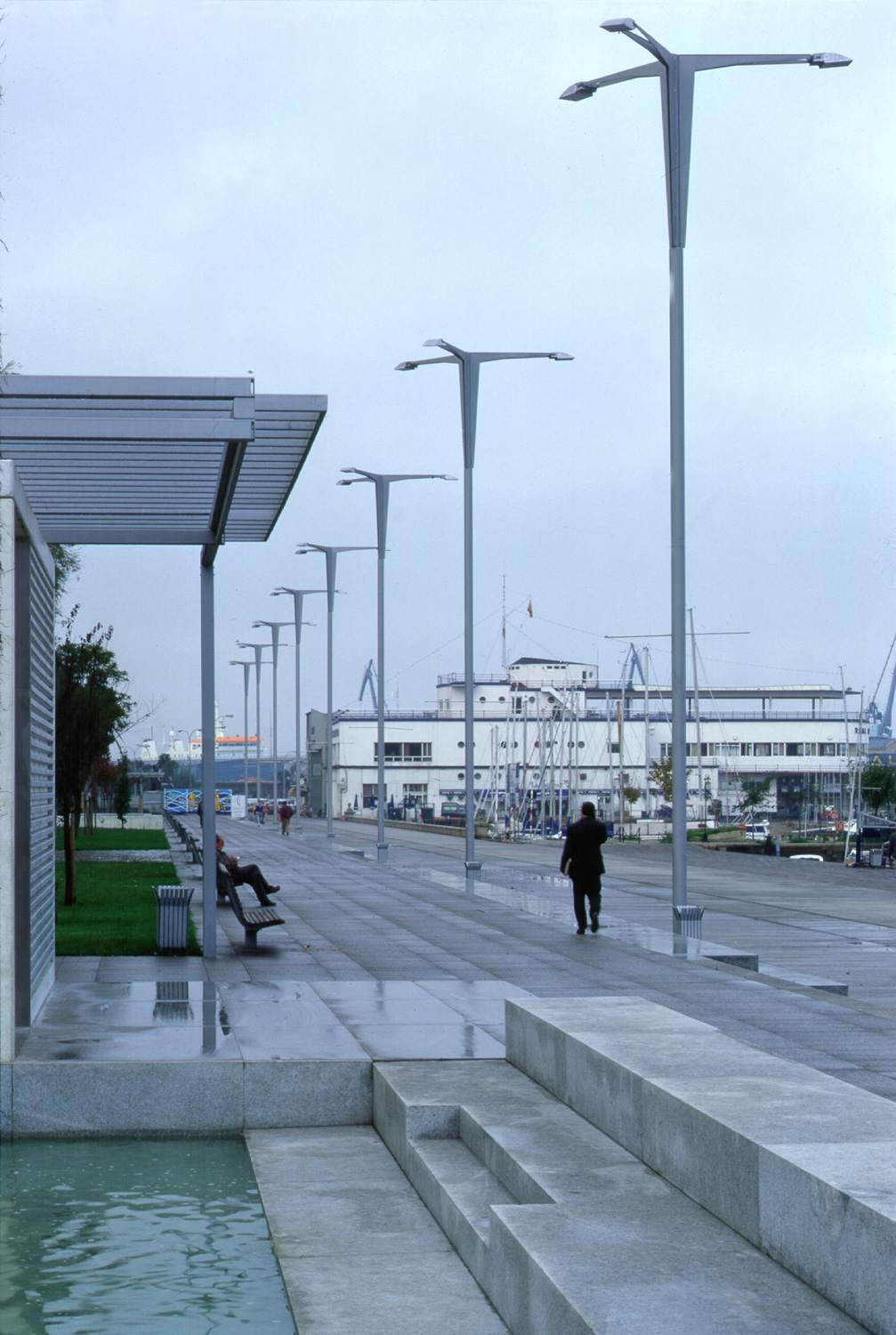
Frente Marítimo de Vigo. Fotógrafo Duccio Malagamba

- 1976 Casa Elizalde, Mairena del Aljarafe, España.
- 1980 Casa y estudio para el pintor Rolando Campos, Mairena del Aljarafe, Sevilla.
- 1983 Casa Uhtna-Hus, Mairena del Aljarafe, España.
- 1984 Edificio de viviendas sociales en calle Ramón y Cajal, Sevilla, España.
- 1985 Instituto de Cultura Andaluza, Patio de Banderas 14, Sevilla, España.
- 1986 Edificios de viviendas sociales en Barriada de la Paz, Cádiz, España.
- 1986 Central automática para Telefónica en Barriada de Pinomontano, Sevilla, España.[3]
- 1992 Edificios de viviendas sociales, Almendralejo, España.
- 1995 Rehabilitación de la antigua fábrica de la Cartuja, para sede del Instituto Andaluz del Patrimonio Histórico, Sevilla, España.
- 1987 Edificios de viviendas sociales en calles Sierra Elvira y M-30, Madrid, España.
- 1993 Casa Olavarría en Valencina de la Concepción, Sevilla, España.
- 2000 Rehabilitación de la Casa Villalón para Casa de Cultura, Morón de la Frontera, España.
- 2000 Rehabilitación de la Hacienda de Santa Ana para la sede del Ayuntamiento de Tomares, España.
- 2005 Archivo Regional de Castilla-La Mancha, Toledo, España.
- 2004 Viviendas sociales en Rota, España.
- 2007 Palacio de Justicia de Ciudad Real, España.
- 2007 Centro de Visitantes del Conjunto Arqueológico de Baelo-Claudia de Bolonia, Tarifa, España.
- 2009 Casa Robinson en Zahara de los Atunes, Cádiz.
- 2011 Edificios de viviendas sociales en Vallecas, Madrid, España.
- 2019 Pasarela Otto Engelhardt

## Premios más importantes
- 1988 Premio de arquitectura del COAAO (Edificio de viviendas sociales en calle Ramón y Cajal de Sevilla).
- 1989 Premio nacional Construmat (Edificio de viviendas sociales en calle Ramón y Cajal de Sevilla).
- 1991 Premio de Arquitectura del COAAO (Edificios de viviendas sociales en Barriada de la Paz de Cádiz).
- 1992 Premio de Arquitectura del COAAO (Pabellón de la Navegación Expo'92 de Sevilla).
- 1993 Premio Construmat, Mención de Edificación (Pabellón de la Navegación Expo'92 de Sevilla).
- 1994 Premio Architecti-Centro Cultural de Belem (Ordenación del Borde Marítimo de Vigo).
- 1994 Premio II Bienal Española de Arquitectura y Urbanismo por Pabellón de Navegación en la Expo'92 de Sevilla.
- 1998 Premio de Urbanismo y Arquitectura del Concello de Vigo (Ordenación del Borde Marítimo de Vigo).
- 2001 Premio Nacional Fundación C.E.O.E. (Museo valenciano de la ilustración y la modernidad).
- 2003 Premio "Il Principe e l'Architetto", Ministero per i Beni e le Attività Culturali, Italia (Museo del Mare e della Navigazione de Génova).
- 2004 Premio al Museo Rivelazione dell Anno (Museum Image)(Museo del Mare de Génova).
- 2005 Premio a la mejor Intervención en Espacios Públicos del COAG (Ordenación del Borde Marítimo de Vigo).
- 2005 Premio Nacional de Arquitectura Española (Ordenación del Borde Marítimo de Vigo).
- 2006 Premio IVE 2006 a la trayectoria profesional. Instituto Valenciano de la Edificación, Generalidad Valenciana.
- 2007 Premio Andalucía de Arquitectura en su primera edición.
- 2008 Premio Europeo Ugo Rivolta al edificio de viviendas sociales en Rota (Cádiz).
- 2009 Premio Edificación de la Región de Murcia al Museo Nacional de Arqueología Subacuática en Cartagena.
- 2010 Premio Internacional Trophée Archzinc en la categoría de Edificio Público al Museo Nacional de Arqueología Subacuática. París.
- 2010 Premio Aster a la trayectoria profesional. Escuela de Marketing y Negocios. ESIC.
- 2011 Gran Premio Bienal. XIII Bienal Internacional de Arquitectura de Buenos Aires.
- 2011 Premio NAN de Arquitectura y Construcción al Palacio de San Telmo.
- 2013 Premio Palmarés Architecture Aluminium Technal al Palacio de Congresos de Sevilla.
- 2014 Miembro de Honor del Instituto Americano de Arquitectos (AIA). Chicago.
- 2014 Primer Premio de la IX Bienal Iberoamericana de Arquitectura y Urbanismo a las Viviendas Sociales en Vallecas. Rosario, Argentina.
- 2014 Premio NAN de Arquitectura y Construcción a las Viviendas Sociales en Vallecas.
- 2015 Premio Internacional de Arquitectura Best Architecs 16 a las Viviendas Sociales en Vallecas. Düsseldorf.
- 2015 Premio Internacional de Arquitectura The Plan Award en la categoría “Public Space” a los Jardines del Hospital en Valencia. Milán.
- 2015 Premio Internacional de Arquitectura The Plan Award en la categoría “Housing” a las Viviendas Sociales en Vallecas. Milán.
- 2015 Premio Internacional de Arquitectura The Chicago Athenaeum Museum. USA a las Viviendas Sociales en Vallecas. Chicago.
- 2015 Premio Internacional de Arquitectura The Chicago Athenaeum Museum. USA al Palacio de Congresos de Sevilla. Chicago.
- 2015 Premio Colegio de Arquitectos. COAS al Palacio de San Telmo. Sevilla.
- 2016 Premio NAN de Arquitectura y Construcción al Mercado y Sala Cívica en Torrent.
- 2016 Medalla de Oro de la Arquitectura. Consejo Superior de los Colegios de Arquitectos de España.
- 2018 ArchDaily Building of the year Award 2018 al Centro Cultural CaixaForum Sevilla. New York

## Publicaciones monográficas
- 1983	 Vázquez Consuegra. Obras y Proyectos 1973-1983. Colegio de Arquitectos de Madrid.
- 1986 Vázquez Consuegra. Arquitecto. Colegio de Arquitectos de Málaga.
- 1992 Vázquez Consuegra. Introducción Peter Buchanan. Editorial Gustavo Gili.
- 1992 Vázquez Consuegra. Cuatro proyectos de viviendas sociales. Introducción Luis Fernández Galiano. Colegio de Arquitectos Almería .
- 2000 Vázquez Consuegra. Ordenación del Borde Marítimo de Vigo . Ministerio de Fomento. Madrid.
- 2001 Vázquez Consuegra. Colegio de Arquitectos de Valencia y Diputación de Valencia.
- 2001   MUVIM. Museo de la Ilustración. Introducción Carlos Meri. TC Cuadernos. Valencia
- 2002 Vázquez Consuegra. Introduzione Francesco Gulinello. Facoltà di Architettura di Bologna. Italia. Segunda edición ampliada 2007.
- 2005 Vázquez Consuegra. Saggio di V. Pérez Escolano. Documenti di Architettura. Editorial Electa
- 2005 Vázquez Consuegra. La huella invisible. Guion y dirección de Gemma de Andrés para Televisión Española.
- 2007	 Vázquez Consuegra. Trentotto domande. Saper Credere In Architettura. A cura di T.Vecci. Clean Edizioni. Napoli.
- 2007   Ayuntamiento de Tomares. Rehabilitación de la Hacienda de Santa Ana. Junta de Andalucía.
- 2008	 Vázquez Consuegra. Frente Marítimo de Vigo. Editorial Gustavo Gili. Barcelona.
- 2008 Vázquez Consuegra. Saggio di Luca Lanini y Manuela Raitano. Editorial Edilstampa. Roma.
- 2008   “Guillermo Vázquez Consuegra” I Premio Andalucía de Arquitectura. Junta de Andalucía.
- 2009	 Vázquez Consuegra. Saggio di V. Pérez Escolano. Documenti di Architettura. Editorial Electa. Segunda Edición revisada y ampliada.
- 2010   “Vázquez Consuegra. Arquitectura 1998-2010”. Editorial TC Cuadernos. Valencia.
- 2010   “El Palacio de San Telmo recuperado”. Junta de Andalucía. Sevilla.
- 2009   "Arquitecturas de Autor". Edita Universidad de Navarra. Pamplona.
- 2013   "Vázquez Consuegra. Palacio de San Telmo". Introducción de William J.R. Curtis. Edita Labirinto de Paixóns. La Coruña.
- 2014   "Guillermo Vázquez Consuegra. Palacio de Congresos de Sevilla". Textos de J.M. Hernández León, Fredy Massad, David Cohn e Ignacio de la Peña. Editorial La Fábrica. Madrid
- 2016   "Guillermo Vázquez Consuegra. Proyectos+Concursos". Introducción de Joâo Luís Carrilho da Graça. Editorial Uzina Books. Lisboa
- 2017   "CaixaForum Sevilla". Editorial Conarquitectura. Madrid
- 2017   "Centro Cultural en Sevilla: Guillermo Vázquez Consuegra". Introducción de Ignacio de la Peña. Editorial Conarquitectura. Madrid